# Jürgen Hingsen
Jürgen Hingsen (Duisburgo, 25 de janeiro de 1958) é um antigo decatleta alemão que foi medalha de prata nos Jogos Olímpicos de Los Angeles 1984, defendendo as cores da Alemanha Ocidental. Foi por duas vezes recordista mundial do decatlo, numa altura em que partilhava a hegemonia mundial com o britânico Daley Thompson.
A sua melhor marca pessoal (8832 pontos), obtida em Mannheim no dia 9 de junho de 1984, coloca-o ainda hoje (2012) na sexta posição da lista dos melhores decatletas mundiais de sempre. 
Para além da medalha de prata nos Jogos Olímpicos de 1984, Hingsen foi vice-campeão europeu em 1982 e 1986, em ambos os casos atrás do rival Daley Thompson.